# Godów (gmina)
Pour les articles homonymes, voir Godów.
Godów est une gmina rurale du powiat de Wodzisław, Silésie, dans le sud de la Pologne. Son siège est le village de Godów.
La gmina couvre une superficie de 37,97 km2 pour une population de 12 520 habitants.

## Géographie
La gmina inclut les villages de Godów, Gołkowice, Krostoszowice, Łaziska, Podbucze, Skrbeńsko et Skrzyszów.
La gmina borde les gminy de Gorzyce, Jastrzębie-Zdrój, Mszana et Wodzisław Śląski. Elle est également frontalière de la République tchèque.